# لاسه کوکونن
لاسه کوکونن (فنلاندی: Lasse Kukkonen؛ زادهٔ ۱۸ سپتامبر ۱۹۸۱) بازیکن هاکی روی یخ اهل فنلاند است.
از باشگاه‌هایی که در آن بازی کرده‌است می‌توان به فیلادلفیا فلایرز اشاره کرد.